# Herminiimonas contaminans
Herminiimonas contaminans es una especie de bacteria gramnegativa del género Herminiimonas. Fue descrita en el año 2013, aunque aislada inicialmente en el 2006. Su etimología hace referencia a contaminante. Es aerobia y móvil. Tiene un tamaño de 0,5 μm de ancho por 1 μm de largo. Catalasa y oxidasa positivas. Temperatura de crecimiento entre 15-37 °C, óptima de 25-30 °C. Forma colonias de color beige y traslúcidas tras 24 horas de incubación. Tiene un genoma de 4 Mpb y un contenido de G+C de 53,9%. Se ha aislado de un proceso biofarmacéutico como contaminante en Suecia.